# 中川真昭
中川 真昭（なかがわ しんしょう、1935年 - ）は、浄土真宗の僧、仏教読物作家。

## 経歴
奈良県生まれ。龍谷大学文学部国文学科卒業後、朝日放送に勤務。テレビ、ラジオの編成、制作、報道に携わり1995年退職。
大学在学中から児童文学の創作活動を行い、中川晟（あきら）の筆名で毎日小学生新聞、中国小学生新聞に長期連載。奈良県浄念寺（浄土真宗本願寺派）元住職。

## 著書
- 『人間の中の人間 イラストとコトバによる一つのイメージ』イラスト:戸口ツトム コトバ:中川晟 むさし書房 1972
- 『空に消えた白象 お釈迦さまのこころ』中川晟作 山形皓三絵 本願寺出版社 1988
- 『お釈迦さま』瓜生津隆真監修 野村玲絵 中川晟文 本願寺出版社 本願寺絵本シリーズ 1992
- 『お釈迦さまのものがたり』1-2　瓜生津隆真監修 野村玲絵 中川晟文 本願寺出版社 1993-95 本願寺絵本シリーズ
- 『草むらの小さなひとみ』中川晟作 山形皓三絵 本願寺出版社 1994 ほとけさまのまなざし
- 『飛びつづける旅人』中川晟作 山形皓三絵 本願寺出版社 1995 ほとけさまのまなざし
- 『五百人目の子ども』中川晟作 山形皓三絵 本願寺出版社 1997 ほとけさまのまなざし
- 『いのち見つめて』本願寺出版社 1999
- 『おいしい木の実のなぞ 仏典童話』中川晟作 山形皓三絵 本願寺出版社 2000 ほとけさまのまなざし
- 『とくとくとく』中川晟作 烏頭尾忠子絵 本願寺出版社 2002
- 『金子みすゞいのち見つめる旅』本願寺出版社 2003
- 『田上菊舎 女流俳人 いのちを歩く・やさしさを見つめる』本願寺出版社 2003
- 『泣いたのは、だれだ 仏典童話』中川晟作 山形皓三絵 本願寺出版社 2004 ほとけさまのまなざし
- 『"夕ぐれ"につかまったオニ 仏典童話』中川晟作 山形皓三絵 本願寺出版社 2004 ほとけさまのまなざし
- 『いのちやさしくあたたかく 恵信尼さまのおてがみ』中川晟文 小西恒光絵 探究社 2005
- 『歩いてきた道 安藤勇寿「少年の日」画集』中川晟文 本願寺出版社 2007
- 『人が生きる根を育てる 東井義雄さんの軌跡』本願寺出版社 2007
- 『いのちの音がきこえる 鈴木章子さんの四十七年』本願寺出版社 2009
- 『お釈迦さまのものがたり 3 あわのかんむり・草むらのなかのひとみ』中川晟文　福田紀子絵 本願寺出版社 2013 本願寺絵本シリーズ

### 監修
- 『仏教説話法話素材集成 現代世相対応』青山忠一,中川真昭,渡邉晃純監修 四季社 2007

## 注
1. ↑  『お釈迦さまのものがたり 3』著者紹介